# Alte Försterei Briescht
Die Alte Försterei Briescht ist ein Baudenkmal im Dorf Briescht, einem Ortsteil der Gemeinde Tauche im Brandenburger Landkreis Oder-Spree. Das Bauensemble wurde um 1900 als königliche Försterei auf dem ehemaligen Rittergut Briescht angelegt und dient seit seiner Privatisierung im Jahr 2009 als Ort für Kunst, Kultur und Erholung.

## Geschichte

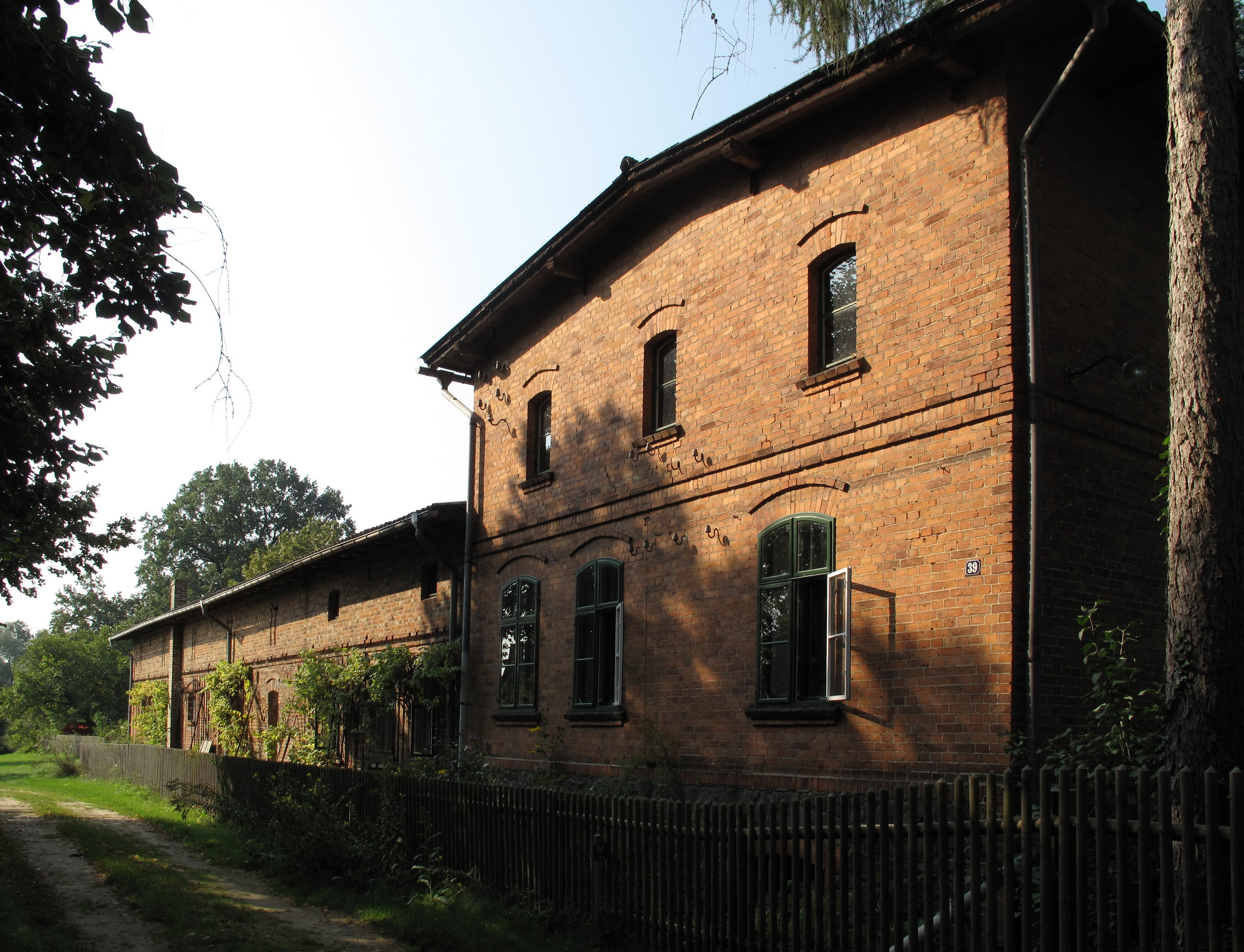
Forsthaus und Pferdestall im Jahr 2014

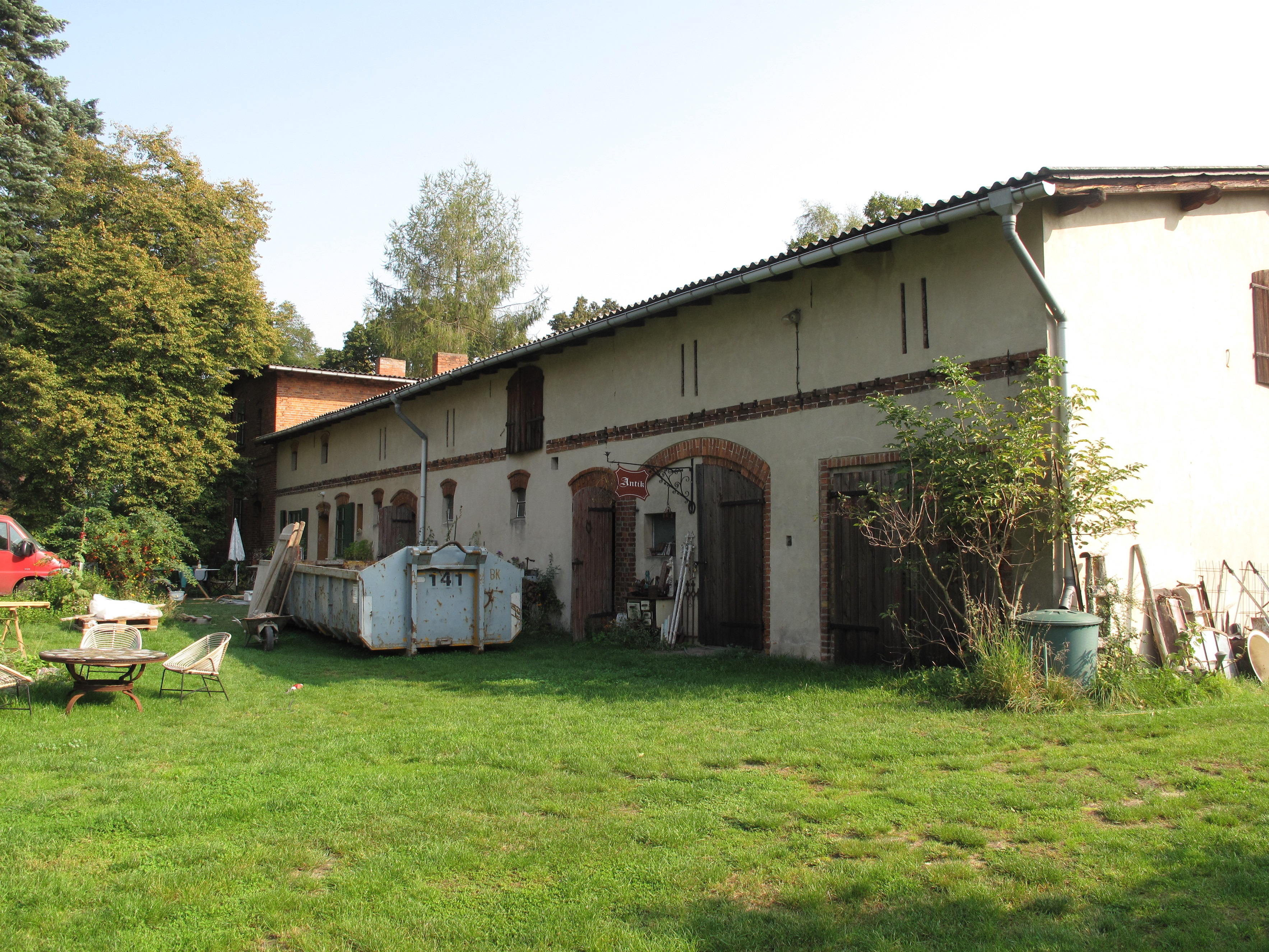
Hofseite des Pferdestalls

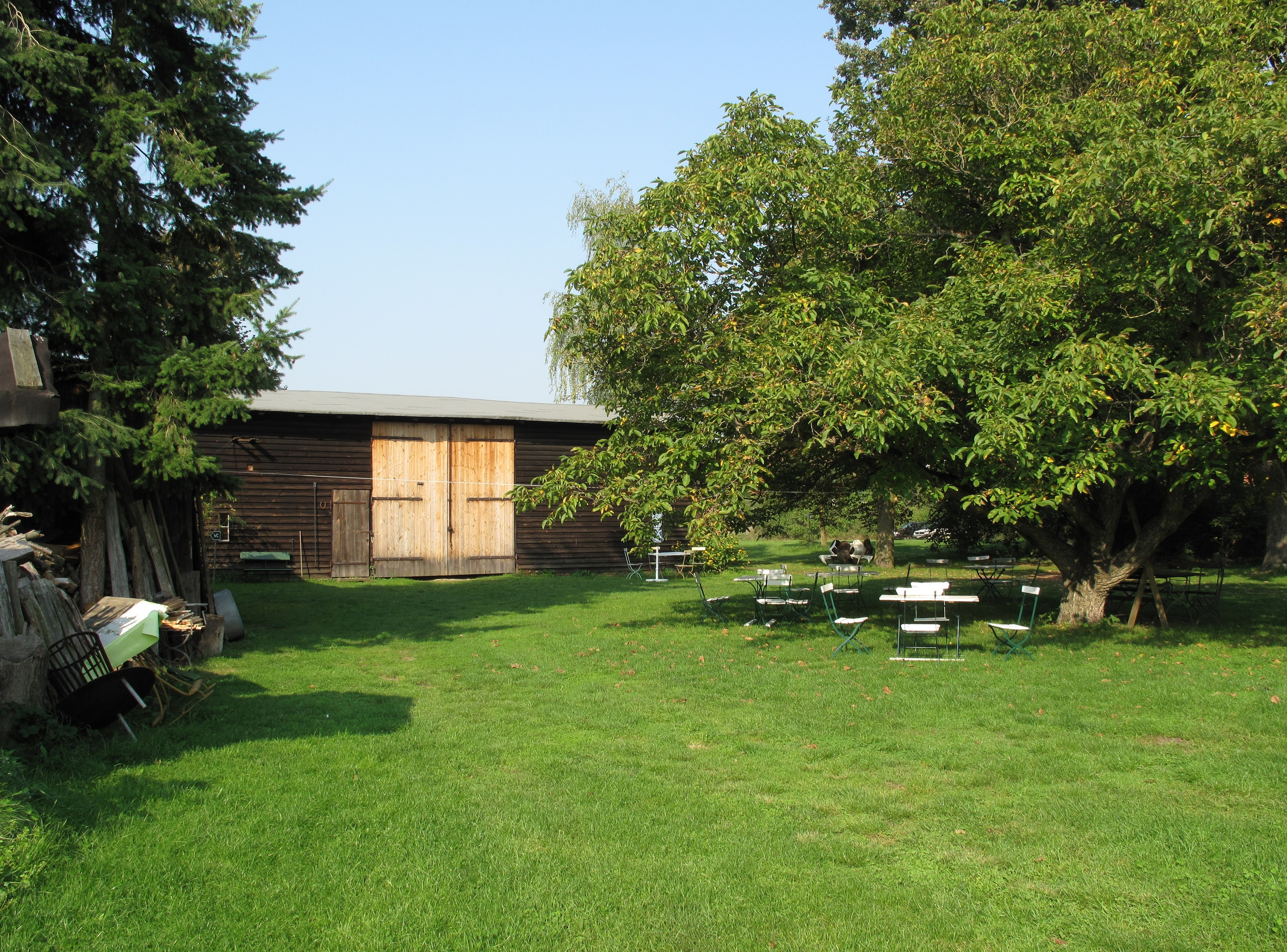
Kaffeegarten und Scheune

Briescht, ein Dorf an der Krummen Spree, gehörte in der Frühen Neuzeit zur westlich benachbarten Herrschaft Kossenblatt. 1736 erwarb der „Soldatenkönig“ Friedrich Wilhelm I. die Güter und das Schloss Kossenblatt, sodass die Güter samt Briescht zuletzt, bis 1872, unter der königlichen Herrschaft Königs Wusterhausen standen. Nachdem das Schloss Kossenblatt nebst Ländereien 1872 in Privathand übergegangen war, brannte 1896 das Gutshaus Briescht ab. 1898 wurde das Rittergut Briescht für das königliche Hausfideikommiss zurückgekauft. Um 1900 wurde auf dem Gutsgelände, das mitten im Dorf liegt, die Königliche Försterei Briescht errichtet; das landwirtschaftlich nutzbare Areal des Guts wurde ab 1904 parzellenweise verpachtet. Gleichfalls 1904 wurde die Försterstelle Sabrodt (Teil von Trebatsch) in das Forstamt Briescht verlegt. Zudem wurden 1928 die Flächen des aufgelösten Gutsbezirks Trebatsch, die zur Försterei Briescht gehörten, der Landgemeinde Briescht zugelegt. Inzwischen Preußische Staatsförsterei, gehörte das Areal in der DDR-Zeit als Revierförsterei zu den Staatsforsten der DDR und war schließlich bis 1990 Brandenburgische Försterei. Im Jahr 2009 wurde das Areal privatisiert.

## Geschütztes Bauensemble
Im Jahr 2008 wurde das Ensemble in die Denkmalliste aufgenommen. Das Baudenkmal umfasst nach Angabe des Brandenburgischen Landesamts für Denkmalpflege und Archäologisches Landesmuseum
- Försterei mit Forsthaus, Pferdestall, zwei Scheunen und Erdkeller.

Das zweigeschossige, dreiachsige Forsthaus steht am östlichen Hofrand und wurde aus rotem Ziegelstein auf einem Feldsteinsockel errichtet. Der massive 1 ½  geschossige Pferdestall aus Ziegelstein schließt an das Wohnhaus an. Die Scheunen begrenzen den Hof nach Süden und Westen. Die Durchfahrtsscheunen sind aus Holz beziehungsweise verbrettertem Fachwerk gearbeitet. Die Gebäude sind mit Satteldächern gedeckt. Die massive Kelleranlage an der straßenseitigen Hofzufahrt besteht aus Feldstein und Ziegelwerk.

## Veranstaltungsort
Im Jahr 2009 verkaufte der Landesbetrieb Forst das Ensemble an einen Innenarchitekten, der das 11.000 m² große Areal gemeinsam mit seiner Lebensgefährtin unter Bewahrung der ländlichen Tradition zu einer Stätte für Kultur, Umwelt und Tourismus entwickelt. Die Veranstaltungen im Jahr 2010 reichten von einem Fest zum Tag des Baumes über Theateraufführungen, Ausstellungen, Konzerte, Lesungen, Kinoabende und Betreuung von gastierenden Schulklassen bis hin zur Teilnahme am Tag des offenen Denkmals. Grillabende und gemütliches Beisammensein mit Blasmusik und Kinderprogramm im Kaffeegarten mit Blick auf die Spree, Angebote für Radfahrer auf dem vorbeiführenden Spreeradweg, Exkursionen, Trödelmärkte und eine Seminarreihe ergänzen das Angebot oder sind in Planung.
Im Jahr 2012 fand eine Musikalische Lesung (Hähle liest und Fährmann spielt) statt, die aufgenommen wurde und 2013 als Doppel-CD Fährmann – Live in Briescht. Alte Försterei. mit Texten des Dichters, Sprechers und Moderators Andreas Hähle und Musik von Fährmann erschien. Zudem ist die Alte Försterei inzwischen eine registrierte Pilgerherberge am Jakobsweg zwischen Frankfurt (Oder) und Leipzig.